# Dorfkirche Heinersdorf (Schwedt/Oder)

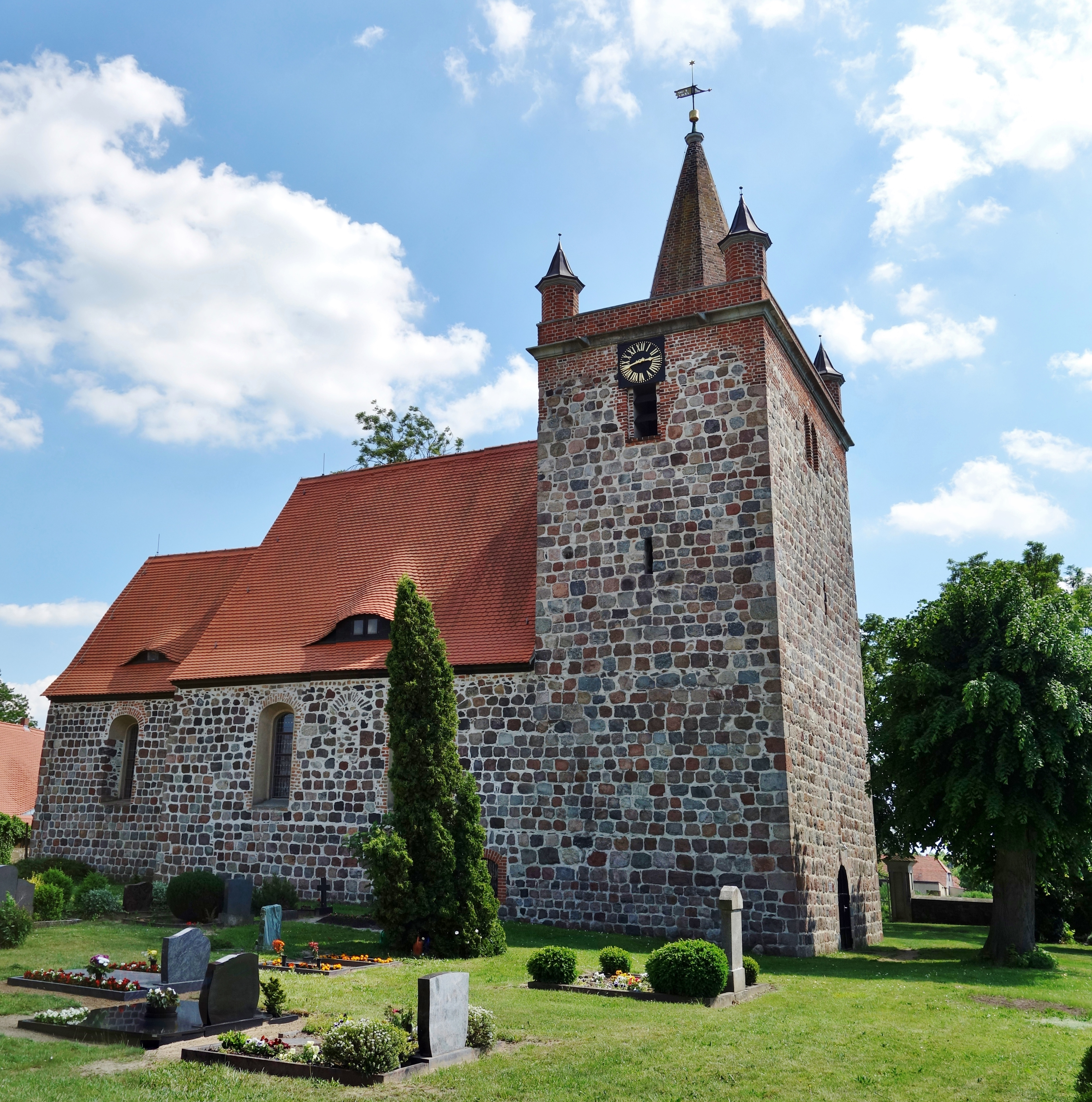
Dorfkirche Heinersdorf

Die evangelische, denkmalgeschützte Dorfkirche Heinersdorf steht in Heinersdorf, einem Ortsteil der Stadt Schwedt/Oder im Landkreis Uckermark in Brandenburg. Die Kirche gehört zum Pfarrsprengel Schwedt im Kirchenkreis Uckermark der Evangelischen Kirche Berlin-Brandenburg-schlesische Oberlausitz.

## Beschreibung
Die Saalkirche mit einem Langhaus, einem gleich breiten Kirchturm im Westen und einem eingezogenen, gerade geschlossenen Chor im Osten wurde in der zweiten Hälfte des 13. Jahrhunderts gebaut. Der Kirchturm erhielt im 19. Jahrhundert aus Backsteinen eine Brüstung mit Türmchen an den Ecken und einen gemauerten, spitzen Helm. Sein oberstes Geschoss beherbergt die 1713 eingebaute Turmuhr und den Glockenstuhl mit zwei Kirchenglocken. Das rundbogige Portal im Westen und das spitzbogige im Süden haben im Unterschied zu den in der ersten Hälfte des 18. Jahrhunderts korbbogig veränderten Fenstern keine Gewände aus Backsteinen. 
Der Innenraum des Langhauses, in dem im Süden und Westen 1728 Emporen eingezogen wurden, ist mit einer Flachdecke überspannt. Der Chor ist mit einem Kreuzgratgewölbe abgeschlossen und besitzt daher nur jeweils ein Fenster im Norden und Süden. Das Langhaus und der Chor sind mit einem spitzbogigen Triumphbogen verbunden. Zur Kirchenausstattung gehören ein Altarretabel von 1834, in dessen Zentrum ein Kruzifix auf einem Postament steht, und eine hölzerne Kanzel aus der zweiten Hälfte des 17. Jahrhunderts. 
Die Orgel mit sieben Registern, einem Manual und einem Pedal wurde 1850 von Friedrich Wilhelm Kaltschmidt gebaut.